# Championnat de France de rugby à XV 2007-2008
Navigation
Top 14 2006-2007 Top 14 2008-2009
Le Championnat de France de rugby à XV 2007-2008 ou Top 14 2007-2008 oppose pour la saison 2007-2008 les quatorze meilleures équipes françaises de rugby à XV. Le championnat débute les 26 et 27 octobre 2007 et s'achève par une finale le 28 juin 2008. Ces dates tardives comparées aux autres saisons sont dues à la Coupe du monde qui se déroule en septembre et octobre 2007. En revanche, le championnat n'est pas interrompu pendant le Tournoi des six nations et la phase finale de la Coupe d'Europe. Après une phase de classement par matchs aller et retour, mettant aux prises toutes les équipes, les quatre premières équipes sont qualifiées pour les demi-finales et les deux dernières équipes sont rétrogradées en Pro D2.
Le FC Auch et l'US Dax ont rejoint le Top 14 à l'issue de la saison 2006-2007. À l'issue de la saison 2007-08, la Direction nationale d'aide et de contrôle de gestion a décidé de rétrograder le SC Albi en Pro D2, cette décision a été confirmée en appel. Cette décision permet à l'US Dax de se maintenir dans le Top 14 alors que le FC Auch, qui a terminé dernier au classement, est retrogradé en Pro D2. Le titre de champion de France 2007-08 est remporté par le Stade toulousain qui bat l'ASM Clermont en finale.

## Liste des équipes en compétition
Le FC Auch et l'US Dax ont été promus dans le Top 14 à l'issue de la saison de Pro D2 2006-07, tandis que le SU Agen et le RC Narbonne sont relégués. La compétition oppose pour la saison 2007-2008 les quatorze meilleures équipes françaises de rugby à XV :
| \| SC Albi FC Auch Aviron bayonnais Biarritz olympique CS Bourgoin-Jallieu CA Brive Castres · olympique ASM Clermont US Dax Montauban TGXV Montpellier RC Stade français Paris USA Perpignan Stade · toulousain \| Localisation des clubs engagés en championnat. |
| SC Albi FC Auch Aviron bayonnais Biarritz olympique CS Bourgoin-Jallieu CA Brive Castres · olympique ASM Clermont US Dax Montauban TGXV Montpellier RC Stade français Paris USA Perpignan Stade · toulousain                                                      |

## Résumé des résultats

### Classement de la phase régulière
| Rang | Club                     | J  | V  | N | D  | Bo | Bd | Pm  | Pe  | Diff | Pts |
| ---- | ------------------------ | -- | -- | - | -- | -- | -- | --- | --- | ---- | --- |
| 1    | ASM Clermont             | 26 | 20 | 0 | 6  | 11 | 5  | 773 | 380 | 393  | 96  |
| 2    | Stade toulousain         | 26 | 19 | 0 | 7  | 11 | 4  | 723 | 394 | 329  | 91  |
| 3    | Stade français Paris (T) | 26 | 18 | 0 | 8  | 5  | 3  | 617 | 417 | 200  | 80  |
| 4    | USA Perpignan            | 26 | 17 | 2 | 7  | 4  | 3  | 531 | 392 | 139  | 79  |
| 5    | Castres olympique        | 26 | 15 | 0 | 11 | 6  | 3  | 564 | 524 | 40   | 69  |
| 6    | Biarritz olympique       | 26 | 13 | 1 | 12 | 3  | 9  | 385 | 339 | 46   | 66  |
| 7    | Montauban TGXV           | 26 | 13 | 0 | 13 | 2  | 9  | 420 | 446 | -26  | 63  |
| 8    | Montpellier RC           | 26 | 14 | 0 | 12 | 1  | 4  | 426 | 490 | -64  | 61  |
| 9    | Aviron bayonnais         | 26 | 11 | 1 | 14 | 2  | 6  | 457 | 535 | -78  | 54  |
| 10   | CS Bourgoin-Jallieu      | 26 | 10 | 2 | 14 | 1  | 6  | 453 | 526 | -73  | 52  |
| 11   | CA Brive                 | 26 | 10 | 0 | 16 | 2  | 9  | 425 | 514 | -89  | 51  |
| 12   | SC Albi                  | 26 | 9  | 1 | 16 | 2  | 8  | 415 | 549 | -134 | 48  |
| 13   | US Dax (P)               | 26 | 6  | 1 | 19 | 0  | 8  | 314 | 645 | -331 | 34  |
| 14   | FC Auch (P)              | 26 | 3  | 0 | 23 | 0  | 7  | 336 | 688 | -352 | 19  |

|  | Qualifiés pour la phase finale et la Coupe d'Europe 2008-2009 (#1, #2, #3, #4). |
|  | Qualifiés pour la Coupe d'Europe 2008-2009 (#5, #6). |
|  | Qualifié pour la Coupe d'Europe 2008-2009 (#7) si un club français avance plus loin dans l'édition 2007-2008 que tous les clubs anglais de la Guinness Premiership ou italiens du Super 10. Club qualifié cette année puisque le Stade toulousain et le Munster accèdent à la finale, laissant les clubs anglais et italiens derrière eux. |
|  | Relégation en Pro D2 (SC Albi et FC Auch). |

Abréviations : V, victoires ; N, matches nuls ; D, défaites ; BO, bonus offensif ; BD, bonus défensif ; PP, points pour ; PC, points contre ; Diff., différence de points ;  Points, points attribués après un match (5 victoire sur tapis vert, 4 victoire, 2 match nul, 0 défaite, -2 forfait) plus les bonus. (T) Tenant du titre 2007 ; (P) Promus 2007 ; 
Règles de classement : 1. points terrain ; 2. points terrain obtenus dans les matchs entre équipes concernées ; 3. différence de points dans les matchs entre équipes concernées ; 4. différence entre essais marqués et concédés dans les matchs entre équipes concernées ; 5. différence de points ; 6. différence entre essais marqués et concédés ; 7. nombre de points marqués ; 8. nombre d'essais marqués ; 9. nombre de forfaits n'ayant pas entraîné de forfait général ; 10. place la saison précédente ; 11. nombre de personnes suspendues après un match de championnat.

### Phase finale
Les quatre premiers de la phase régulière sont qualifiés pour les demi-finales. L'équipe classée première affronte celle classée quatrième alors que la seconde affronte la troisième. L'équipe ayant fini première de la phase régulière a le choix du terrain pour la demi-finale.
|  | Demi-finales                                  | Demi-finales                               |                           |    | Finale                                       | Finale                                       |
|  | Demi-finales                                  | Demi-finales                               |                           |    | Finale                                       | Finale                                       |
|  |                                               |                                            |                           |    |                                              |                                              |
|  | 21 juin 2008 au Stade Vélodrome, Marseille    | 21 juin 2008 au Stade Vélodrome, Marseille |                           |    | 28 juin 2008 au Stade de France, Saint-Denis | 28 juin 2008 au Stade de France, Saint-Denis |
|  | 21 juin 2008 au Stade Vélodrome, Marseille    | 21 juin 2008 au Stade Vélodrome, Marseille |                           |    | 28 juin 2008 au Stade de France, Saint-Denis | 28 juin 2008 au Stade de France, Saint-Denis |
|  | [1] ASM Clermont                              | 21                                         |                           |    | 28 juin 2008 au Stade de France, Saint-Denis | 28 juin 2008 au Stade de France, Saint-Denis |
|  | [1] ASM Clermont                              | 21                                         |                           |    | 28 juin 2008 au Stade de France, Saint-Denis | 28 juin 2008 au Stade de France, Saint-Denis |
|  | [4] USA Perpignan                             | 7                                          |                           |    | 28 juin 2008 au Stade de France, Saint-Denis | 28 juin 2008 au Stade de France, Saint-Denis |
|  | [4] USA Perpignan                             | 7                                          | [1] ASM Clermont Auvergne | 20 |                                              |                                              |
|  | 22 juin 2008 au Stade Chaban-Delmas, Bordeaux |                                            | [1] ASM Clermont Auvergne | 20 |                                              |                                              |
|  |                                               | [2] Stade toulousain                       | 26                        |    |                                              |                                              |
|  | [2] Stade toulousain                          | [2] Stade toulousain                       | 26                        | 31 |                                              |                                              |
|  | [2] Stade toulousain                          |                                            |                           | 31 |                                              |                                              |
|  | [3] Stade français Paris                      | 13                                         |                           |    |                                              |                                              |
|  | [3] Stade français Paris                      | 13                                         |                           |    |                                              |                                              |

## Nouveautés à compter de la saison 2007-08
Le changement le plus notable est le système de bonus venu de Nouvelle-Zélande (National Provincial Championship) en 1995, qui se voit pour la première fois modifié dans une compétition. Pour obtenir le bonus  offensif, il ne faut plus inscrire 4 essais mais en marquer trois de plus que l'adversaire, ce qui peut relancer le suspense en fin de match, même pour une équipe ayant un gros avantage. Avec ce système, le point de bonus offensif ne peut pas être obtenu par les deux équipes et il est difficilement obtenu en cas de match nul ou de défaite.

## Résultats détaillés

### Résultats des matches de la phase régulière

#### Tableau synthétique des résultats

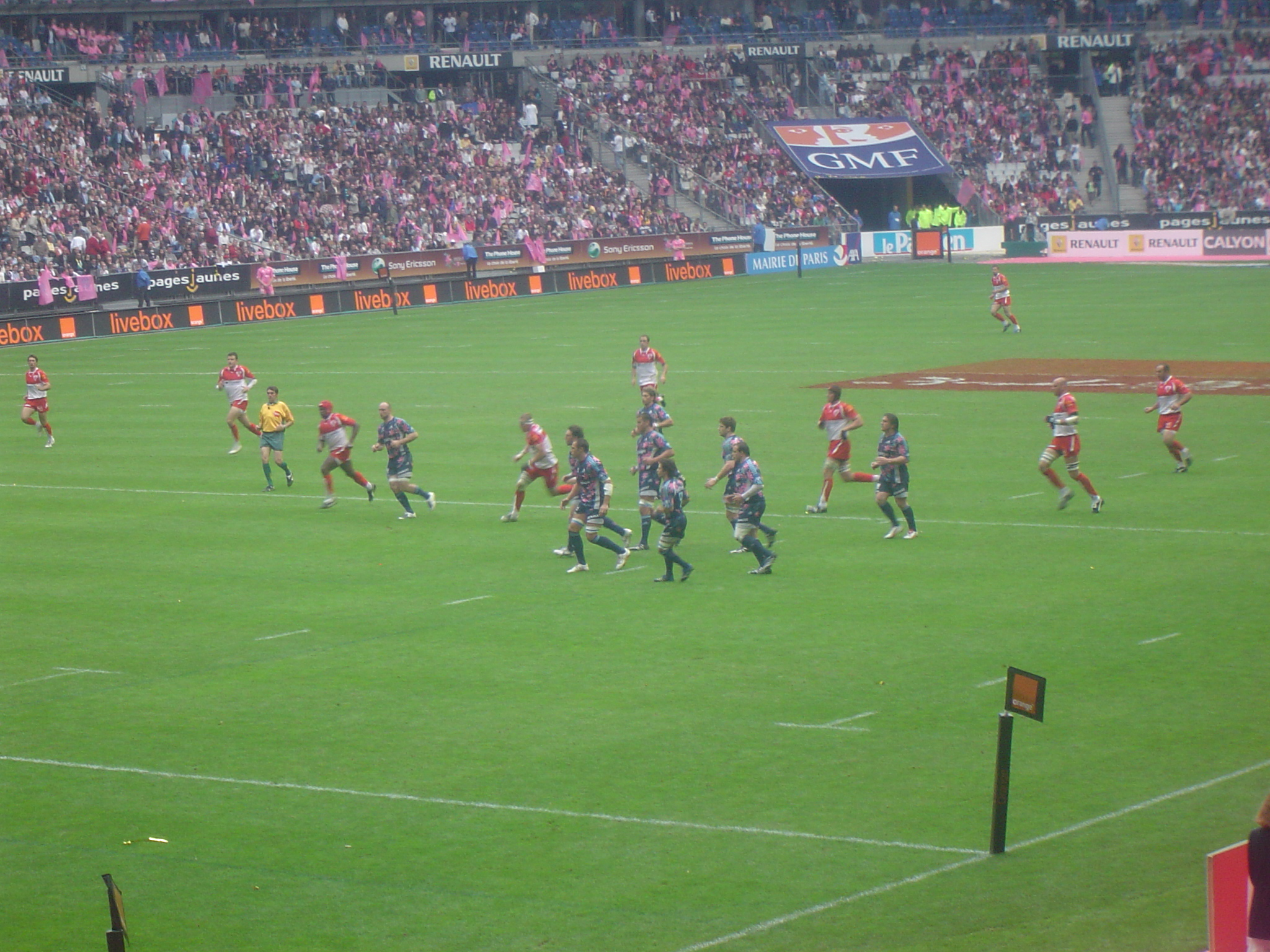
- Le Stade français affronte le Biarritz olympique

L'équipe qui reçoit est indiquée dans la colonne de gauche.
| Clubs            | ALB   | AUC   | BAY   | BIA   | BOU   | BRI   | CAS   | CLE   | DAX   | USM   | MRC   | SFR   | PER   | TOU   |
| SC Albi          |       | 29-0  | 13-6  | 13-8  | 33-8  | 21-18 | 6-33  | 6-12  | 24-17 | 15-25 | 25-12 | 18-23 | 21-16 | 13-20 |
| FC Auch          | 14-19 |       | 19-23 | 11-17 | 16-18 | 20-30 | 15-36 | 15-36 | 16-10 | 19-13 | 13-23 | 9-6   | 13-25 | 3-34  |
| Aviron bayonnais | 31-13 | 25-10 |       | 10-14 | 19-19 | 20-18 | 27-16 | 36-8  | 27-0  | 25-18 | 19-16 | 14-36 | 35-8  | 10-25 |
| Biarritz O.      | 15-15 | 26-3  | 20-0  |       | 30-10 | 10-0  | 30-34 | 11-16 | 13-7  | 10-8  | 20-0  | 9-6   | 21-8  | 6-18  |
| Bourgoin-Jallieu | 18-13 | 36-0  | 15-10 | 35-15 |       | 22-19 | 12-14 | 14-20 | 50-14 | 10-8  | 23-17 | 16-31 | 9-10  | 30-23 |
| CA Brive         | 25-6  | 40-26 | 21-22 | 7-12  | 29-13 |       | 26-13 | 9-11  | 30-0  | 14-7  | 6-9   | 11-3  | 7-16  | 15-12 |
| Castres O.       | 20-16 | 25-12 | 37-17 | 26-19 | 32-17 | 41-10 |       | 15-14 | 38-16 | 21-7  | 12-17 | 16-47 | 0-16  | 6-16  |
| ASM Clermont     | 52-17 | 26-6  | 27-3  | 12-9  | 36-7  | 38-7  | 28-35 |       | 95-7  | 40-13 | 33-20 | 50-12 | 29-15 | 21-17 |
| US Dax           | 12-9  | 16-6  | 11-6  | 17-12 | 15-14 | 19-27 | 8-17  | 22-40 |       | 20-16 | 16-36 | 9-13  | 10-21 | 10-15 |
| US Montauban     | 24-17 | 30-19 | 15-12 | 19-13 | 16-11 | 43-13 | 15-12 | 18-16 | 12-11 |       | 14-6  | 24-16 | 28-22 | 12-16 |
| Montpellier RC   | 19-14 | 29-24 | 37-13 | 14-18 | 12-6  | 20-14 | 25-9  | 14-56 | 18-13 | 12-8  |       | 9-12  | 19-12 | 17-15 |
| Stade français   | 43-20 | 15-12 | 46-6  | 22-18 | 34-20 | 36-7  | 44-15 | 23-17 | 22-19 | 25-18 | 33-6  |       | 12-23 | 29-0  |
| USA Perpignan    | 45-7  | 28-23 | 38-13 | 16-3  | 3-3   | 23-19 | 20-18 | 18-17 | 10-10 | 23-3  | 27-6  | 23-19 |       | 50-6  |
| Stade toulousain | 33-12 | 73-12 | 35-28 | 12-6  | 57-17 | 51-3  | 44-23 | 11-23 | 58-5  | 28-6  | 35-13 | 28-9  | 41-15 |       |

|  | Victoire à domicile |  | Match nul |  | Défaite à domicile |

#### Détail des résultats
Les points marqués par chaque équipe sont inscrits dans les colonnes centrales (3-4) alors que les essais marqués sont donnés dans les colonnes latérales (1-6). Les points de bonus sont symbolisés par une bordure bleue pour les bonus offensifs (trois essais de plus que l'adversaire), jaune pour les bonus défensifs (défaite à moins de sept points d'écart), rouge si les deux bonus sont cumulés.

### Demi-finales

#### Tableau des résultats
| Date         | Stade                        | Équipe 1         | Équipe 2             | Résultat        | Points marqués |        |
| ------------ | ---------------------------- | ---------------- | -------------------- | --------------- | --- | ------ |
| 21 juin 2008 | Stade Vélodrome Marseille    | ASM Clermont     | USA Perpignan        | 21 - 7 (16 - 0) | Arbitre : Christophe Berdos Clermont 2 essais de Nalaga (23e, 47e), 1 transformation de James (25e), 2 pénalités de James (21e, 40e), 1 drop de James (10e) Perpignan 1 essai de Laharrague (63e), 1 transformation de Montgoméry (63e) | Résumé |
| 22 juin 2008 | Stade Chaban-Delmas Bordeaux | Stade toulousain | Stade français Paris | 31 - 13 (6 - 3) | Arbitre : Franck Maciello Stade toulousain 3 essais de Médard (44e) et Jauzion (56e, 60e), 2 transformations de Élissalde (45e) et Kunavore (56e), 3 pénalités de Élissalde (20e, 22e), Kunavore (48e), 1 drop de Fritz (77e) Stade français Paris 1 essai de Fillol (73e), 1 transformation de Hernandez (73e), 2 pénalités de Hernandez (24e, 52e) | Résumé |

#### Composition des équipes
- ASM Clermont

Benoît Baby - Aurélien Rougerie (cap.), Gonzalo Canale, Marius Joubert, Napolioni Nalaga - Brock James (o), Pierre Mignoni (m) - Julien Bonnaire, Elvis Vermeulen, Alexandre Audebert - Jamie Cudmore, Thibaut Privat - Davit Zirakashvili, Mario Ledesma, Laurent Emmanuelli
- USA Perpignan

Percy Montgomery - Adrien Planté, Jean-Philippe Grandclaude, Gavin Hume, Julien Candelon - Nicolas Laharrague (o), Nicolas Durand (m) - Gerrie Britz, Henry Tuilagi, Viliami Vaki - Christophe Porcu, Rimas Alvarez-Kairelis - Nicolas Mas, Marius Tincu, Perry Freshwater (cap.)
- Stade toulousain

Maxime Médard - Cédric Heymans, Maleli Kunavore, Yannick Jauzion, Yves Donguy - (o) Jean-Baptiste Élissalde, (m) Byron Kelleher - Shaun Sowerby, Thierry Dusautoir, Jean Bouilhou (cap.), - Fabien Pelous, Patricio Albacete - Daan Human, William Servat, Omar Hasan.
- Stade français Paris

Ignacio Corleto - Julien Saubade, Stéphane Glas, Brian Liebenberg, Christophe Dominici - (o) Juan Martín Hernández (m) Alexandre Albouy - Sergio Parisse, Simon Taylor, Antoine Burban - Boela du Plooy, Arnaud Marchois - Sylvain Marconnet (cap.), Dimitri Szarzewski, Rodrigo Roncero.

### Finale
Avant cette rencontre, le Stade toulousain a remporté 16 titres de champion de France alors que l'ASM Clermont est à la recherche de son premier titre. Malchanceuse, l'équipe auvergnate accède en finale pour la neuvième fois, dont deux consécutive. Les Toulousains remportent un 17e bouclier de Brennus, sept ans après le dernier titre (remporté contre Clermont). Les Clermontois s'inclinent une nouvelle fois en finale alors qu'ils avaient battu le Stade toulousain deux fois lors la saison régulière.
| Équipes          | ASM Clermont Auvergne - Stade toulousain |
| Score            | 20 - 26 (10 - 10) |
| Date             | 28 juin 2008 |
| Stade            | Stade de France |
| Arbitre          | Éric Darrière |
| Les équipes      | |
| ASM Clermont     | Titulaires : 15 Benoît Baby - 14 Aurélien Rougerie (cap.), 13 Marius Joubert, 12 Gonzalo Canale, 11 Napolioni Nalaga - 10 Brock James, 9 Pierre Mignoni - 8 Elvis Vermeulen, 7 Alexandre Audebert, 6 Julien Bonnaire - 5 Thibaut Privat, 4 Jamie Cudmore - 3 Davit Zirakashvili, 2 Mario Ledesma, 1 Laurent Emmanuelli Remplaçants : 16 John Smit, 17 Thomas Domingo, 18 Christophe Samson , 19 Loïc Jacquet, 20 Sam Broomhall, 21 Seremaia Bai, 22 Anthony Floch.                   |
| Stade toulousain | Titulaires : 15 Maxime Médard - 14 Yves Donguy, 13 Maleli Kunavore, 12 Yannick Jauzion, 11 Cédric Heymans - 10 Jean-Baptiste Élissalde, 9 Byron Kelleher - 8 Shaun Sowerby, 7 Thierry Dusautoir, 6 Jean Bouilhou (cap.) - 5 Patricio Albacete, 4 Fabien Pelous - 3 Omar Hasan, 2 William Servat, 1 Daan Human. Remplaçants : 16 Alberto Vernet Basualdo, 17 Jean-Baptiste Poux, 18 Romain Millo-Chluski, 19 Grégory Lamboley, 20 Valentin Courrent, 21 Florian Fritz, 22 Finau Maka. |
| Points marqués   | |
| ASM Clermont     | 2 essais de Rougerie (20e) et Zirakashvili (80e+2), 2 transformations de James (21e, 80e+3), 2 pénalités de James (13e, 69e) |
| Stade toulousain | 2 essais de Servat (17e), Médard (60e), 2 transformations de Élissalde (18e, 61e), 4 pénalités de Élissalde (33e, 56e), Kunavore (74e) et Courrent (79e) |

## Droits TV
Canal+ obtint tous les droits de retransmission du championnat sur les 4 années suivantes, pour une moyenne de 26 millions d'euros par an, ce qui constitue une légère augmentation (le précédent contrat était à 20 millions annuels).
La rencontre d'ouverture du championnat jouée au Stade de France entre le Stade français et l'ASM Clermont, fut diffusée sur le site internet de Canal+, ce qui constitua une première du genre pour le Top 14. En outre, la rencontre, en rassemblant plus de 30 pour 100 des abonnés de Canal+, soit 730 000 spectateurs en moyenne, réalisa la meilleure audience de l'histoire. Le record d'audience, explicable en partie parce que peu après la Coupe du monde en France, sera pourtant battu dès la rencontre d'ouverture de la saison suivante.
La finale fut, comme d'habitude, retransmise par Canal+ et France 2.

## Statistiques

### Meilleurs réalisateurs

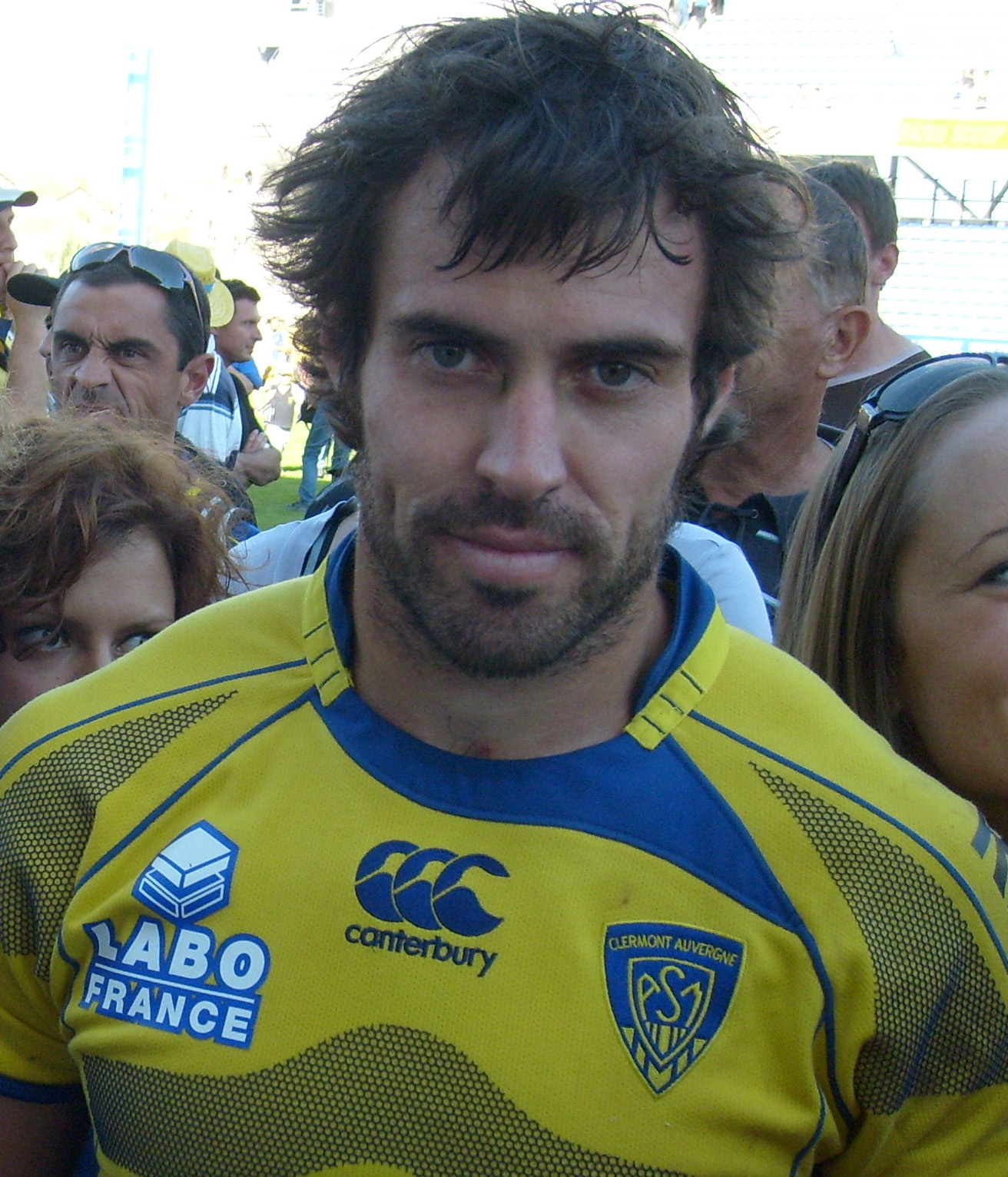
Brock James (Clermont)
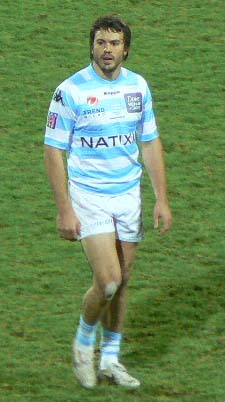
Juan Martín Hernández (Stade Français)
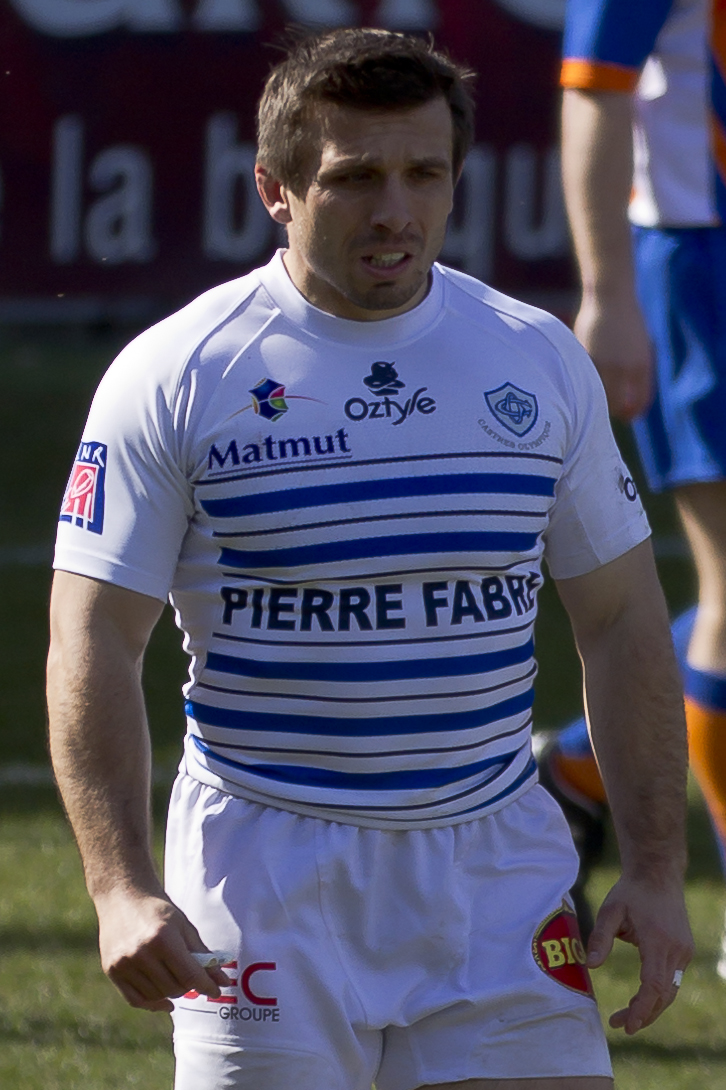
Romain Teulet (Castres)

| # | Nom                   | Pays | Équipe               | Poste                  | Points marqués |
| - | --------------------- | ---- | -------------------- | ---------------------- | -------------- |
| 1 | Brock James           |      | ASM Clermont         | ouvreur                | 303            |
| 2 | Richard Dourthe       |      | Aviron bayonnais     | centre                 | 245            |
| 3 | Juan Martín Hernández |      | Stade français Paris | ouvreur, arrière       | 224            |
| 4 | Romain Teulet         |      | Castres olympique    | demi de mêlée, arrière | 219            |
| 5 | Fabien Fortassin      |      | US Montauban         | ouvreur, arrière       | 217            |

### Meilleurs marqueurs d’essais

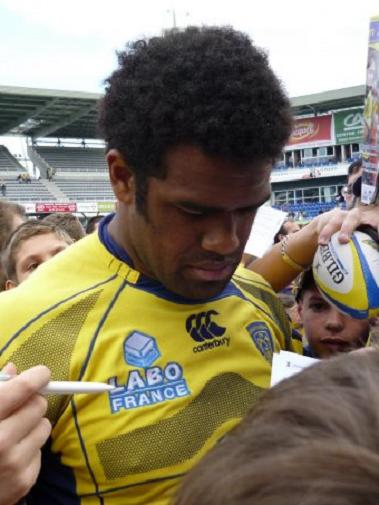
Napolioni Nalaga (Clermont)
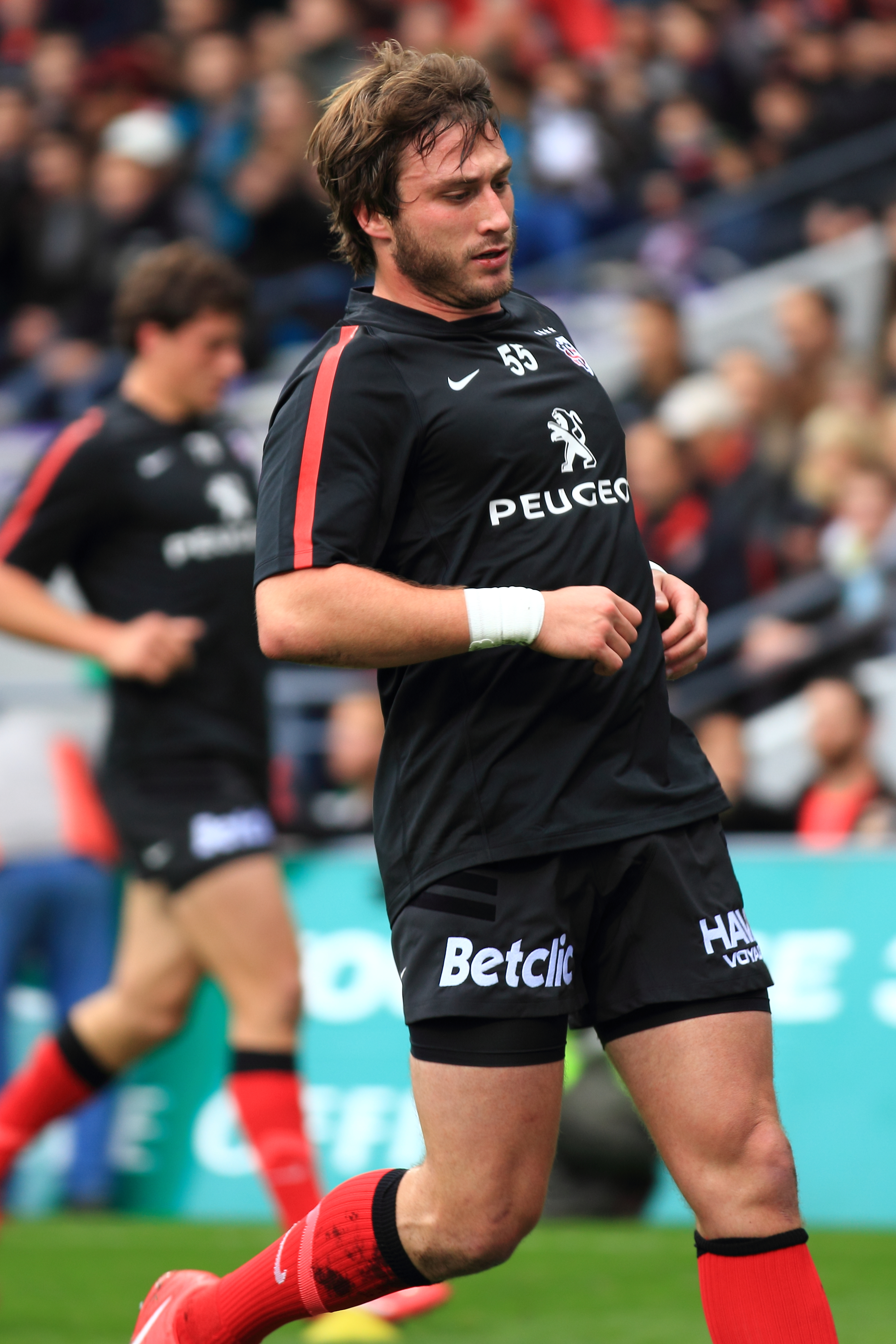
Maxime Médard (Toulouse)
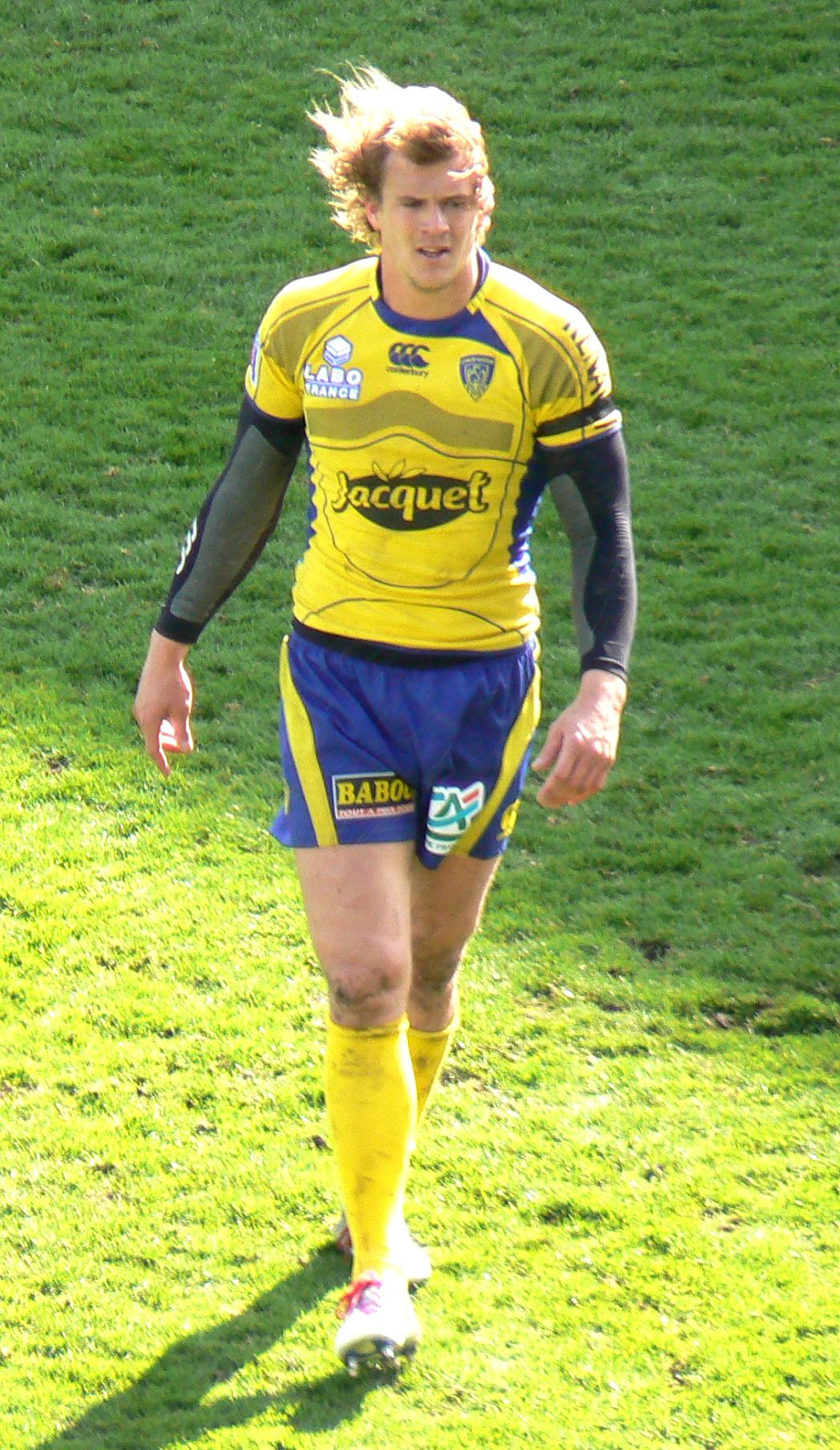
Aurélien Rougerie (Clermont)
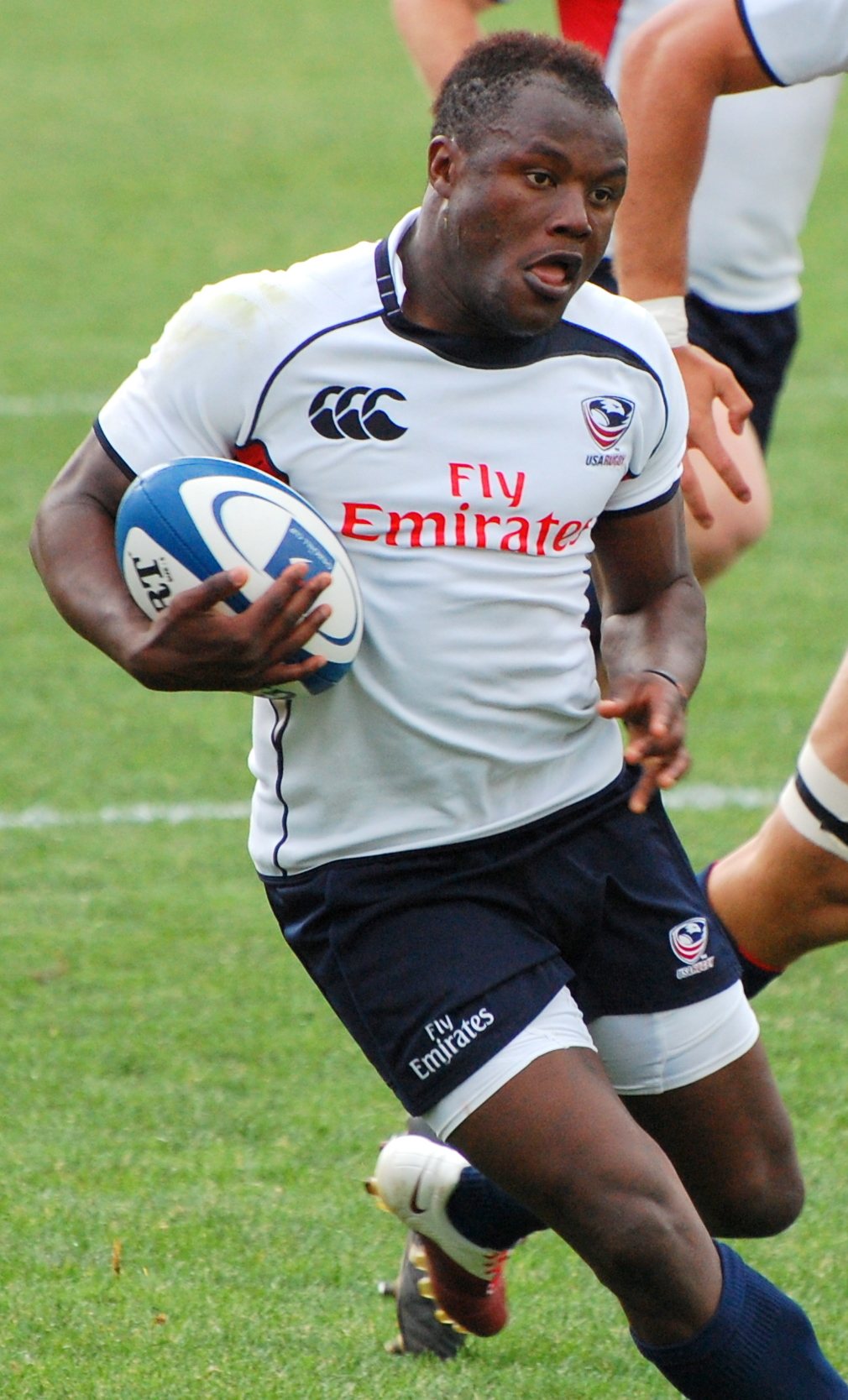
Takudzwa Ngwenya (Biarritz)

| # | Nom                            | Pays | Équipe             | Poste           | Essais marqués |
| - | ------------------------------ | ---- | ------------------ | --------------- | -------------- |
| 1 | Napolioni Nalaga               |      | ASM Clermont       | ailier, centre  | 18             |
| 2 | Maxime Médard                  |      | Stade toulousain   | arrière, ailier | 14             |
| 3 | Aurélien Rougerie              |      | ASM Clermont       | ailier          | 11             |
| 4 | Jean-Baptiste Peyras-Loustalet |      | Aviron bayonnais   | ailier, arrière | 9              |
| 5 | Takudzwa Ngwenya               |      | Biarritz olympique | ailier          | 8              |